# Ресторанний дворик

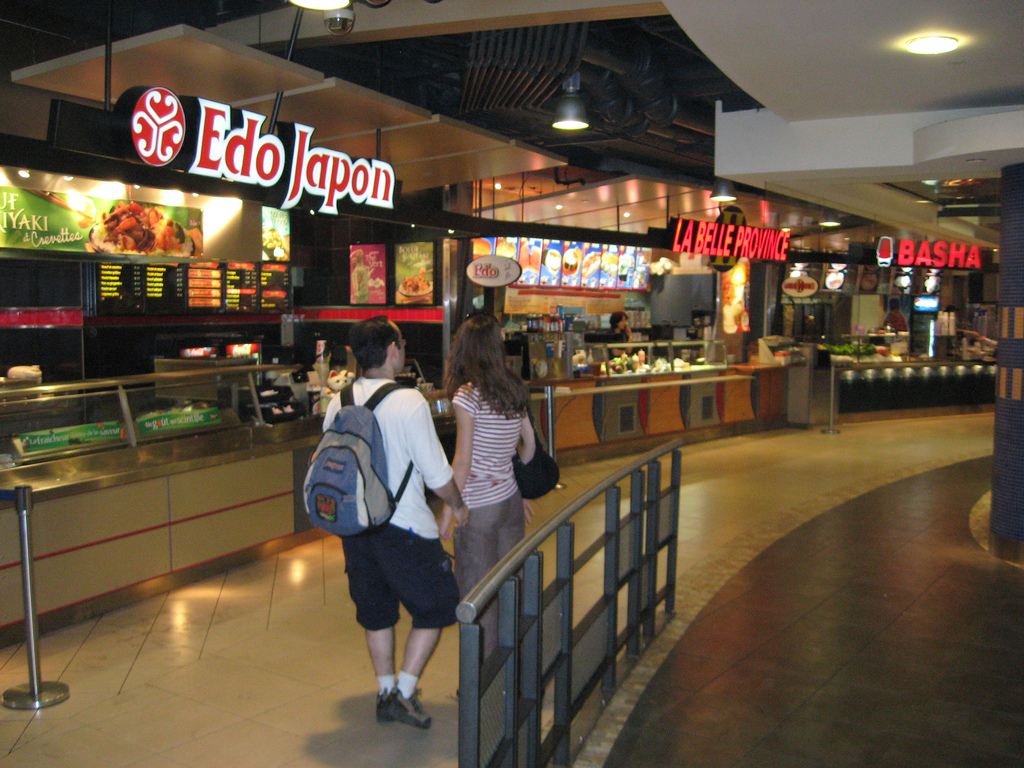
Типовий ресторанний дворик в торговому центрі в Монреалі.

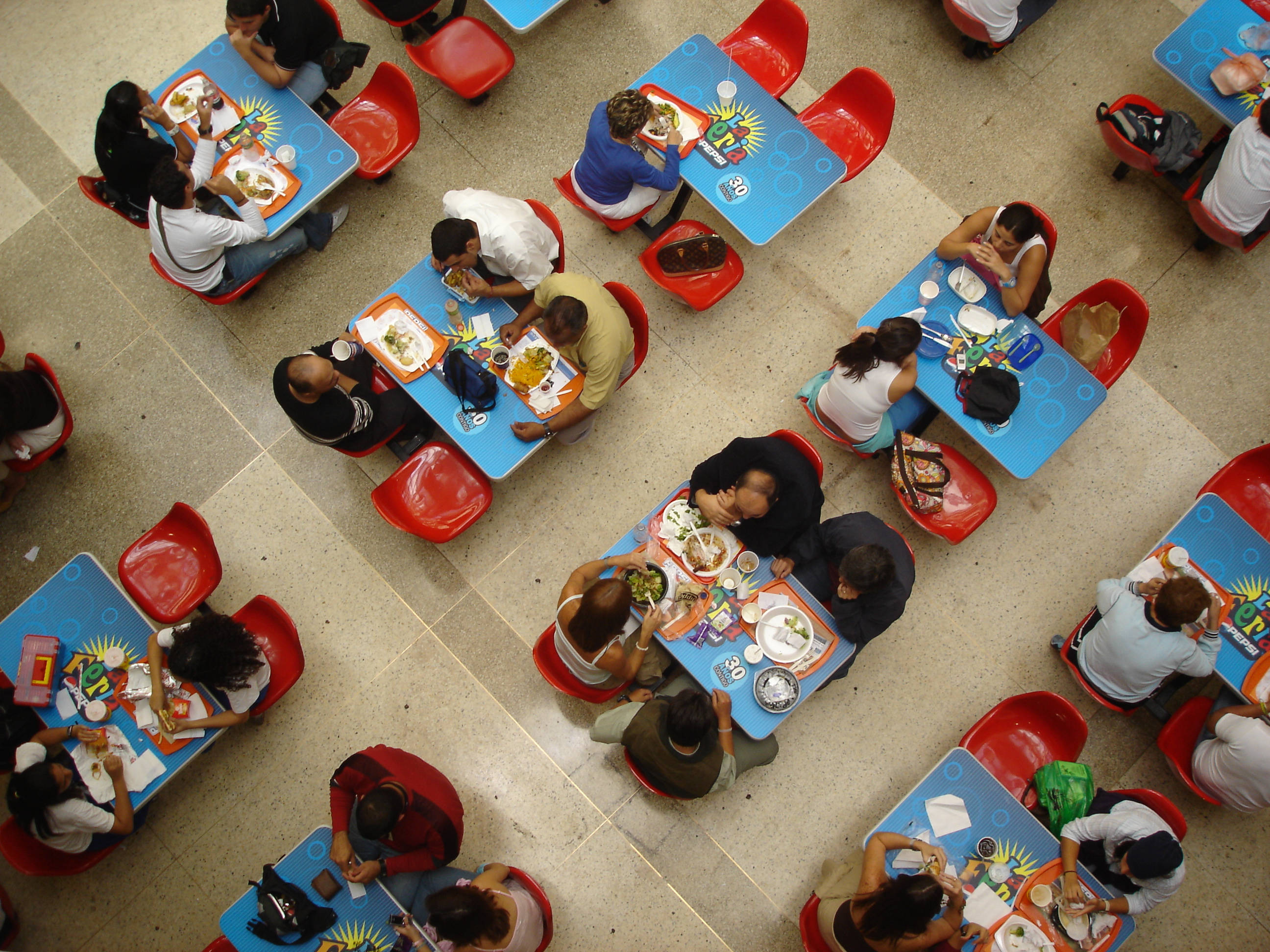
Ресторанний дворик в Каракасі.

Ресторанний дворик або фуд-корт (англ. food court) — зона харчування у торговому центрі, готелі, аеропорті, на вокзалі або, в деяких випадках, окремій будівлі, де відвідувачам пропонують послуги відразу кілька підприємств харчування, що мають загальний зал для харчування. У деяких університетах та школах ресторанні дворики можуть доповнювати або заміняти традиційні кафетерії.

## Історія
Перший успішний ресторанний дворик відкрився в березні 1974 року в торговому центрі Парамус-Парк у Нью-Джерсі. Раніше в 1971 році ресторанний дворик був відкритий в Плімут Мітинг Молл, однак незабаром був закритий через брак площі для гостей і малого асортименту.

## Концепція і формат
Принцип роботи ресторанних двориків полягає в тому, що відвідувач замовляє їжу і напої в одному з розташованих в приміщенні підприємств харчування та самостійно відносить замовлення в загальний зал. Деякі підприємства харчування можуть пропонувати послуги офіціантів. У типових північноамериканських і європейських ресторанних двориках розташовані мережі швидкого харчування, такі як McDonald's і Sbarro, також можлива наявність кількох дрібних приватних підприємців. Вибір пропонованої кухні різний, у більш великих ресторанних двориках можна зустріти абсолютно різні підприємства харчування від великих мережевих до дрібних підприємців, що пропонують традиційну або національну кухню. У багатьох ресторанних двориках існує декілька відділів, які продають готові страви для покупців на будинок.
Існування ресторанних двориків обумовлено, в першу чергу, економічністю і можливістю відвідувача вибрати різну їжу при відвідуванні одного і того ж місця, що забезпечує велику кількість постійних відвідувачів. Економічність ресторанних двориків також забезпечується у використанні одноразового посуду, дешевими і простими у догляді меблями для полегшення чищення і зменшенні витрат на експлуатацію залу.